# Jim Norton (Musiker)
James „Jim“ Norton (* im 20. Jahrhundert) ist ein US-amerikanischer Jazzmusiker (Holzblasinstrumente, Arrangement, Komposition).

## Leben
Norton stammt aus der San Francisco Bay Area. Er spielt mehrere verschiedene Holzblasinstrumente, darunter Klarinette, Fagott und Saxophon. Auf dem Gebiet der Neuen und der Improvisationsmusik arbeitete Norton bei Aufführungen und Aufnahmen u. a. mit Anthony Brown, Jon Jang, Steve Lacy, George Lewis, John Lewis, James Moody, Don Moye, James Newton, Wayne Shorter, John Tchicai, Wayne Wallace, Francis Wong, dem Turtle Island String Quartet und dem Rova Saxophone Quartet zusammen. 
Für das Earshot Jazz Festival 2009 komponierte Norton Stücke für Jazzquartett. Seine Suite Wolf & Warp erschien auf Hafez Modirzadehs Album Post-Chromodal Out! und fand den Beifall der Kritik der New York Times und JazzTimes. Mit seinem Jim Norton Collective nahm er 2014 ein Album mit eigenen Arrangements von Kompositionen Bill Evans (Time Remembered: Compositions of Bill Evans) auf. Weitere Alben entstanden u. a. in Zusammenarbeit mit Jon Jang, Hafez Modirzadeh und mit dem Asian American Orchestra.
In verschiedenen Formationen trat Norton u. a. bei den Jazzfestivals von Montreux (1978), Seattle (1991, 1999 und 2009), Monterey (1990, 1999, 2000 und 2005). San Francisco (1998, 2007 und 2010) und San José (2013) auf. 1995 nahm er an einer Europatournee des Musicals Cats teil, 1997 an einer USA-Tour der West Side Story. Am Village Theater seines Wohnortes Seattle wirkte er an Aufführungen von Hello Dolly, Evita, Bye Bye Birdie, Once Upon a Time in New Jersey, Terazin, King and I, Show Boat, Stunt Girl, Meet Me in St. Louis und anderen mit.

## Diskographie
- Time Remembered: Compositions of Bill Evans – Jim Norton Collective, 2014
- Paper Son Paper Songs – Jon Jang, 2006
- Rhapsodies – Asian American Orchestra, 2005
- Worlview – John L. Worley Jr., 2003
- Monk’s Moods – Asian American Orchestra (mit Steve Lacy), 2000
- Far East Suite— Asian American Orchestra, 1999
- Nava-ye mardom – Hafez Modirzadeh, 1996
- Island – Jon Jang, 1995
- Music for Film – Jon English, 1994
- Underground Railroad to my Heart – Fred Ho, 1994
- Tiananmen – Jon Jang, 1993
- In Chromodal Discourse – Hafez Modirzadeh, 1993
- Masaoka Orchestra – Miya Masaoka, 1993
- Spider Dreams – Turtle Island String Quartet, 1993
- Self Defense – Jon Jang, 1992
- Monkey – Fred Ho, 1991
- Never Give Up – Jon Jang, 1989